# Haematococcaceae
Haematococcaceae G.M. Smith, 1950 è una famiglia di alghe verdi facente parte dell'ordine Chlamydomonadales. Di questa famiglia fanno parte i generi Haematococcus e Stephanosphaera.